# くすりの福太郎
株式会社くすりの福太郎（くすりのふくたろう）は、千葉県鎌ケ谷市に本社を置き、首都圏に店舗を展開するドラッグストアチェーン。ツルハホールディングスの完全子会社。イオングループに属しハピコムに加盟する。

## 概要

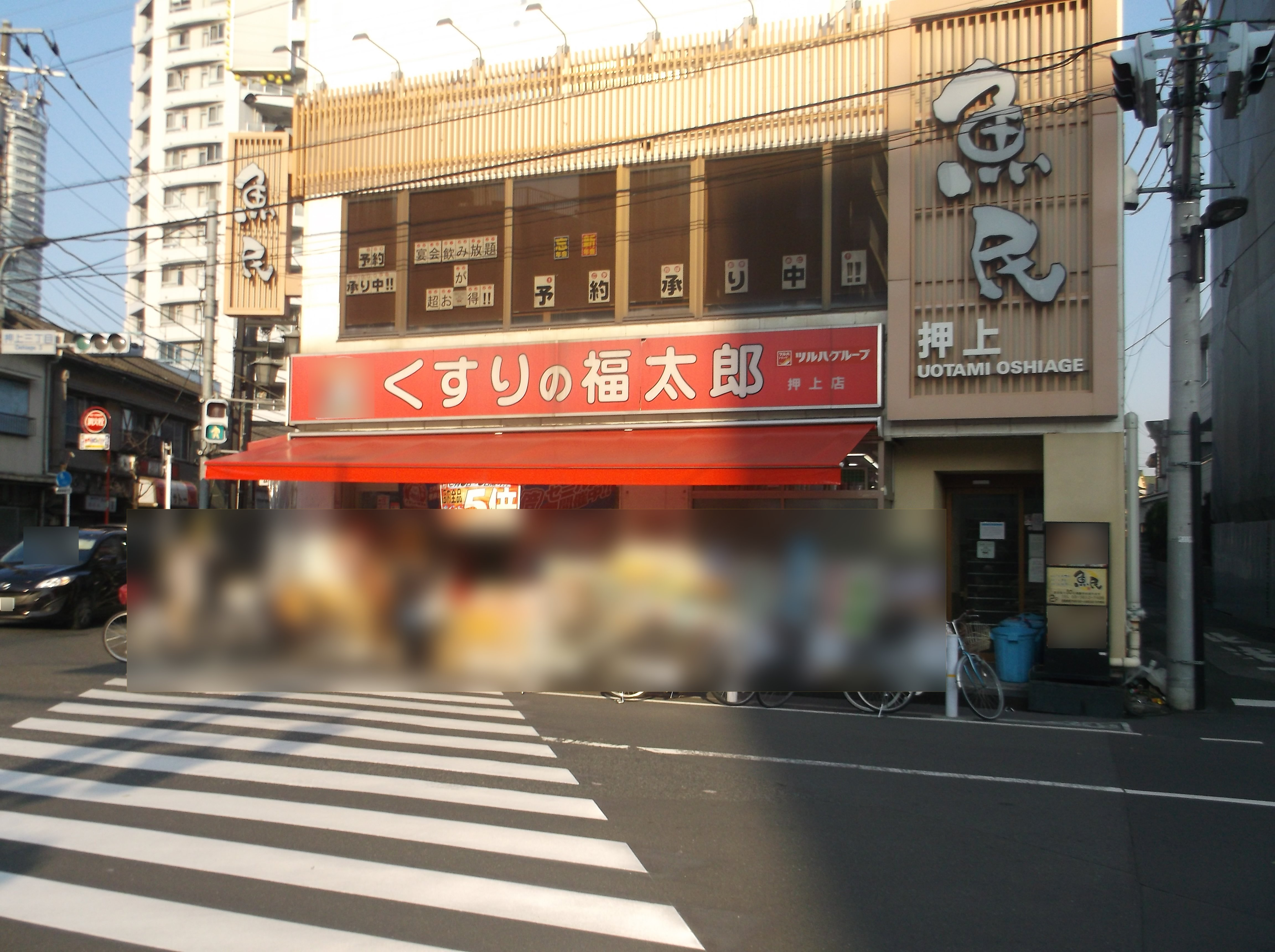
くすりの福太郎押上店

1957年に現在も本社のある千葉県鎌ケ谷市にて「福化粧品」を創業。1971年には、化粧品・医薬品販売会社の「株式会社福」を設立して法人化。2002年8月に社名変更し、現社名の「株式会社くすりの福太郎」とした。
2006年11月20日、株式会社ツルハホールディングスと業務資本提携し、同年12月19日に同社が発行済み株式の36.5%を取得して筆頭株主となった。翌2007年5月16日に株式交換を行い同社の完全子会社となった。
ドラッグストア「くすりの福太郎」と調剤併設店の「薬局くすりの福太郎」を、東京都・千葉県を中心に、埼玉県と茨城県でも店舗展開している。モットーは「Smile every day!」。イメージキャラクターはサンリオデザインの「ふくちゃん」。

## 沿革
- 1957年12月 - 千葉県鎌ケ谷市道野辺本町に福化粧品を創業。
- 1971年4月 - 株式会社福を設立。
- 1976年12月 - 株式会社福住建設を設立。
- 1986年3月 - 保険調剤薬局の展開を開始。
- 1993年4月 - 東京都1号店となる西新井大師前駅店を開店。
- 1998年12月 - 千葉県鎌ケ谷市道野辺本町2丁目14番3号に本社機能を移転。
- 2000年2月 - 埼玉県加須市に物流センターを設置し一括配送を開始。
- 2001年5月 - 株式の取得により株式会社福住建設を子会社化。
- 2002年
  - 1月 - 埼玉県1号店となる吉川駅前店を開店。
  - 8月 - 株式会社くすりの福太郎に商号変更。
  - 12月 - 株式会社福コーポレーションを設立。
- 2003年10月 - 関西1号店となるカルフール尼崎店を開店（現在は閉店）。
- 2004年5月 - 子会社の株式会社ビジネスグランドワークスを設立。
- 2006年12月 - 北海道を地盤とするツルハを母体とする株式会社ツルハホールディングスが、くすりの福太郎の発行済み株式の36.5%を取得し、ツルハホールディングスの持分法適用会社となる。
- 2007年5月16日 - 株式交換によりツルハホールディングスの完全子会社となる。
- 2009年9月16日 - 株式会社セベラルからドラッグストア事業を譲受。同社が運営していた「スーパードラッグ ハーティーズ」は順次「くすりの福太郎」へ転換。
- 2010年5月16日 - 事業再編により子会社の株式会社福コーポレーション及び有限会社サム薬局を吸収合併。
- 2011年1月 - 千葉県鎌ケ谷市新鎌ケ谷2丁目8番17号に本社を移転。
- 2012年7月1日 - 鎌ケ谷市立スポーツ施設のスポンサーとなりネーミングライツを取得[4]。当初は3年間の予定だったが延長し2018年（平成30年）11月1日までの期間となる。
- 2013年7月1日 - かねまん薬局総本店マルモ薬品株式会社からドラッグストア・調剤薬局3店舗を譲受。
- 2015年2月10日 - 約17万件の薬剤服用歴（薬歴）未記載問題が発覚（#薬歴未記載問題を参照）。
- 2017年10月10日 - 株式会社ドラッグ・アーバンからドラッグストア3店舗を譲受[5]。

## 不祥事

### 薬歴未記載問題
2015年2月10日、くすりの福太郎が関東地方で運営する調剤薬局で、薬剤師が薬剤服用歴（薬歴）を約17万件記載していなかったことを発表した。薬歴は、医師の処方箋に伴う薬について副作用などを把握するため、患者ごとにアレルギーや体調の変化などを記録するもの。薬局が診療報酬を請求するうえで、記載した最終日から3年間保存することが厚生労働省の通知で義務づけられている。薬歴を記録すると、薬局に1回最大410円が診療報酬に加算される。同社の佐藤教明専務は「未記載が判明している以上、不適切な請求があった可能性がある」と述べた。未記載の原因については「薬剤師の能力の個人差が影響したと推測しているが、最終的には会社の監督責任不足に尽きる」とし、同年2月末までに10店舗を閉鎖して業務改善を図る方針を明らかにした。
同年2月12日付で、親会社のツルハホールディングスは、不正請求の有無について詳しく調査し、不正請求が確認されれば、診療報酬の返金や関係者の処分も検討するとした。
同年5月31日付で、薬歴未記載問題の責任を取り、小川久哉社長が取締役に退き、阿部光伸ツルハHD常務執行役員が後任として就任した。